# Peter Maria Schuster
Peter Maria Schuster (26. Oktober 1939 in Wien – 26. Dezember 2019 in Pöllauberg) war ein österreichischer Physiker und Schriftsteller. Seine wissenschaftshistorischen Arbeiten widmeten sich vorrangig der Darstellung österreichischer Physiker und deren Leistungen.

## Leben

### Ausbildung und Werk
Schuster studierte Geschichte, Japanologie, Mathematik und Physik an der Universität Wien. 1967 wurde er zum Dr. phil. in Physik promoviert. Zunächst arbeitete er beim Unternehmen Carl Zeiss in Oberkochen in Deutschland. 1976 gründete er ein eigenes Handelsunternehmen in Deutschland, ab 1982 baute er in Wien den Industriebetrieb „AOL-Dr. Schuster – Analytik, Optik, Lasertechnik“ auf.
Ab 1988 forschte Schuster intensiv zur Geschichte der Physik, insbesondere zu den österreichischen Wegbereitern der modernen Physik – Ludwig Boltzmann, Christian Doppler, Victor Franz Hess, Joseph Loschmidt und Ernst Mach. 2006 gründete er die Sektion „Geschichte der Physik“ der Österreichischen Physikalischen Gesellschaft (ÖPG), die er bis 2015 leitete. 2007 initiierte er die „Victor-Franz-Hess-Forschungs- und Gedenkstätte“. Von 2007 bis 2017 leitete er die Gruppe „History of Physics“ der Europäischen Physikalischen Gesellschaft (EPS). Auch initiierte er 2010 das im Schloss Pöllau angesiedelte Europäische Zentrum für Physikgeschichte Zentrum für Physikgeschichte (European Centre for the History of Physics), welches über wertvolle historische Geräte der Physik verfügt.
Schuster, der sich selbst als „Dichter, der sich in die Physik verlaufen hat“ bezeichnete, veröffentlichte zahlreiche wissenschaftshistorische Arbeiten und literarische Essays. Er war auch als Drehbuchautor für Fernsehfilme tätig. Themen der Filme waren bekannte österreichische Physiker. Er war Mitglied des Österreichischen P.E.N.-Clubs, des Österreichischen Schriftsteller/innenverbandes und der Academia Europaea (2009).
Im März 1988 entdeckte Schuster, so in seinem Lebenslauf auf seiner Website zu lesen, Dopplers Sterbehaus an der Riva degli Schiavoni Nr. 4133 in Venedig und auf der Friedhofinsel San Michele das in Vergessenheit geratene Grabdenkmal für Doppler. 1989 entdeckte er in den persönlichen Unterlagen von Dorothea Merstallinger, Urenkelin Dopplers, die Doppler-Daguerreotypie, das einzige Bild Dopplers, das erhalten geblieben sei.

### Privat
1987 erkrankte Peter Maria Schuster an Kehlkopfkrebs und gab alle seine Firmenanteile ab. Seit 1988 wirkte er als freier Schriftsteller. Der Vater von zwei Söhnen und einer Tochter (geb. 1962, 1965, 1966) aus erster Ehe sowie von drei Söhnen (geb. 1987, 1989, 1992) aus zweiter Ehe, lebte in Wien und Pöllauberg.
Er wurde am Pöllauer Friedhof bestattet.

### Auszeichnungen
- 2004: Goldenes Verdienstzeichen des Landes Salzburg[2]
- 2006/07: Österreichisches Staatsstipendium für Literatur[2]
- September 2014: Dank und Anerkennung der Marktgemeinde Pöllau „für die besonderen Verdienste um die Victor-Franz-Hess-Gedenkstätte und um das Europäische Zentrum für Physikgeschichte Echophysics in Pöllau“[2]
- Mai 2016: Verleihung des Berufstitels Professor (überreicht durch den Landeshauptmann der Steiermark Hermann Schützenhöfer und der Landtagspräsidentin Bettina Vollath)[2]
- November 2016: Großes Ehrenzeichens des Landes Steiermark (überreicht durch den Landeshauptmann der Steiermark Hermann Schützenhöfer)[2]
- Jänner 2018: Träger der Ehrennadel in Gold der Marktgemeinde Pöllau[2][3]
- Träger des Ehrenzeichens in Silber der Gemeinde Pöllauberg[3]
- August 2019: Ehrenmitglied der ÖPG (anlässlich der gemeinsamen Jahrestagung von ÖPG und SPG 2019 in Zürich)[2]

### Mitgliedschaften und Funktionen
- 1999: Mitglied des wissenschaftlichen Beirates des Christian Doppler Fonds in Salzburg[2]
- 2000: Mitglied des Österreichischen P.E.N-Clubs[2]
- 2005: Vorsitzender des Fachausschusses „Geschichte der Physik“ der Österreichischen Physikalischen Gesellschaft (ÖPG)[2]
- 2007: Präsident der Sektion „Geschichte der Physik“ der Europäischen Physikalischen Gesellschaft (EPS)[2]
- 2007: Präsident der Victor-Franz-Hess-Gesellschaft[2]
- 2009: Mitglied der Academia Europaea[2]
- 2010: Direktor des Europäischen Zentrums für Physikgeschichte (echophysics; European Centre for the History of Physics) im Schloss Pöllau[2]
- 2010: Victor-Franz-Hess-Forschungs- und Gedächtnisstätte im Schloss Pöllau[2]
- 2014: Mitglied des Kuratoriums des Christian-Doppler-Fonds[2]

## Werke
Schriften:
- Unter dem Kreuz (Roman)
- Meine letzte Antwort auf alles – Ludwig Boltzmann (Roman)
- Christian Doppler (Monographie)
- Simon Stampfer (Monographie)
- Weltbewegend – unbekannt, Leben und Werk des Physikers Christian Doppler und die Welt danach (Monographie)
- Schöpfungswoche, Tag eins (Lyrikband; erschienen in Deutsch und in Tschechisch)
- Schöpfungswoche, Tag zwei (Lyrikband)
- Schöpfungswoche, Tag drei (Lyrikband)
- Und was geschieht mit dem Licht? Physiker, Dichter und andere Reisende. Essays (Anthologie)

Drehbücher für Fernsehfilme:
- Christian Doppler
- Josef Loschmidt
- Victor Hess
- Fritz Pregl